# Valburga
Valburga is een plaats in Slovenië en maakt deel uit van de gemeente Medvode in de NUTS-3-regio Gorenjska. De plaats telde 549 inwoners op 1 januari 2020.